# Kōzō Okazaki
Pour les articles homonymes, voir Kozo, Okazaki et Okazaki (homonymie).
Kōzō Okazaki (岡崎宏三, Okazaki Kōzō), né à Tokyo (Japon) en 1919 et mort dans cette ville le 13 janvier 2005, est un directeur de la photographie japonais. Au cours de sa carrière, il a travaillé sur plus de 140 films.

## Filmographie
- 1940 : Taiheiyô kôshinkyoku
- 1941 : Hokkyokukô
- 1948 : Bi no tanjô
- 1950 : Ichinotani futaba gun-ki
- 1952 : Watashi wa Shiberia no horyo datta
- 1953 : Fièvre sur Anatahan
- 1956 : Koi sugata kitsune goten (恋すがた狐御殿?) de Nobuo Nakagawa
- 1957 : Kottaisan yori: Nyotai wa kanashiku
- 1957 : Romance tanjô
- 1957 : Sanjûrokunin no jôkyaku
- 1958 : Furanki no sannin mae
- 1958 : Kuchi kara demakase
- 1958 : Nora neko
- 1958 : Noren
- 1958 : The Princess of Badger Palace
- 1959 : Gurama-to no yuwaku
- 1959 : Kashima ari
- 1959 : Moro no Ichimatsu yûrei dochu
- 1960 : Arashi o yobu gakudan
- 1960 : Bakusho itohan nikki
- 1960 : Dâisan hâtobanô kêtto
- 1960 : Gambare !Bangaku
- 1960 : Hito mo arukeba
- 1960 : Taiyô o dake
- 1961 : Dangai no ketto
- 1961 : Kaei
- 1961 : Moonlight in the Rain
- 1961 : Shima no sehiro no oyabun-shû
- 1961 : The Man from the East
- 1962 : Ao beka monogatari
- 1962 : Ika naru hoshi no moto ni
- 1962 : Kigeki ekimae onsen
- 1962 : Till Tomorow Comes
- 1963 : Kigeki: Tonkatsu ichidai
- 1963 : Shin meoto zenzai
- 1963 : The Miad Story
- 1963 : Yushu heiya
- 1964 : Kigeki: Yôki-na mibôjin
- 1964 : Sweet Sweat
- 1965 : Kigeki ekimae daigaku
- 1965 : Kigeki ekimae iin
- 1965 : Kigeki ekimae kinyû
- 1965 : Nami kage
- 1966 : Aogeba tôtoshi
- 1966 : Dark the Mountain Snow
- 1967 : Chichi to ko: Zoku Na mo naku mazushiku utsukushiku
- 1967 : Chikumagawa zesshô
- 1967 : Kigeki ekimae hyakku-nen
- 1967 : Kimi ni shiawase o - Sentimental boy
- 1967 : Sono hito wa mukashi
- 1967 : Zoku namonaku mazushiku utsukushiku: Haha to ko
- 1968 : Pavane pour un homme épuisé (日本の青春, Nihon no seishun?) de Masaki Kobayashi
- 1968 : Oatsui kyûka
- 1969 : Goyokin, l'or du shogun (御用金, Goyōkin?) de Hideo Gosha
- 1969 : Kigeki ekimae sanbashi
- 1970 : Buraikan
- 1971 : Inochi bô ni furô
- 1971 : Les Loups (出所祝い, Shussho iwai?) de Hideo Gosha
- 1972 : Kaigun tokubetsu nenshô-hei
- 1972 : Kigeki dôrobô daikazoku: tenka o toru
- 1973 : Kaseki no mori
- 1973 : Un homme en extase (恍惚の人, Kōkotsu no hito?) de Shirō Toyoda
- 1973 : La Chanson de l'aube (朝やけの詩, Asayake no uta?) de Kei Kumai
- 1973 : Slaughter in the Snow
- 1974 : Les Fossiles (Kaseki)
- 1974 : The Family
- 1974 : Yakuza
- 1975 : Ame no Amsterdam
- 1975 : Children Drawing Rainbows
- 1975 : Je suis un chat
- 1976 : Tsuma to onna no aida
- 1977 : Nemunoki no uta ga kikoeru
- 1977 : The Alaska Story
- 1978 : Love and Faith
- 1978 : The Bad News Bears Go to Japan
- 1979 : Moeru aki
- 1979 : Shōdō satsujin: Musuko yo (衝動殺人 息子よ?) de Keisuke Kinoshita
- 1980 : The Lovers' Exile
- 1981 : Abandoned
- 1982 : L'Île des amours
- 1982 : The Highest Honor
- 1982 : À armes égales
- 1983 : Daijôbu, mai furendo
- 1983 : Les Enfants de Nagasaki
- 1985 : La Table vide
- 1986 : Jours de joie et de tristesse (新・喜びも悲しみも幾歳月, Shin yorokobimo kanashimimo ikutoshitsuki?) de Keisuke Kinoshita
- 1986 : Hello, Kids!
- 1987 : Les Montagnes de la Lune
- 1988 : Father
- 1990 : Ruten no umi
- 1991 : Sensō to seishun
- 1994 : Otoko tomodachi
- 1999 : Ai rabu yû
- 2001 : I Love Friends
- 2003 : I Love Peace

## Distinctions

### Récompenses
- 1970 : prix Mainichi de la meilleure photographie pour Goyokin, l'or du shogun[1]